# Гільмер фон Бюлов
Барон Гільмер Куно Ернст фон Бюлов (нім. Hilmer Kuno Ernst Freiherr von Bülow; 26 липня 1883, Бюккебург — 7 січня 1966, Целле) — німецький офіцер, генерал-лейтенант люфтваффе (1 квітня 1941). Один з керівників військової розвідки Третього Рейху.

## Біографія
27 лютого 1904 року вступив в 5-й гвардійський гренадерський полк. З жовтня 1912 по серпень 1914 року навчався у Військовій академії. Учасник Першої світової війни, з 3 серпня 1914 року — льотчик-спостерігач 1-го авіазагону, з 27 жовтня 1915 року — командир 11-го польового авіазагону, з 28 листопада 1916 року — 9-го армійського авіапарку. З 5 березня 1917 року — виконувач обов'язків командира авіації 9-ї армії, з вересня 1917 року — командир 12-го, потім 14-го авіапарків. З 30 грудня 1917 року — командир 223-го авіазагону, з 28 вересня 1918 року — 24-ї авіагрупи. З 1 грудня 1918 по 26 березня 1919 року — командир 21-го авіазагону. 31 березня 1920 року звільнений у відставку.
1 березня 1926 року вступив як вільнонайманий службовець в армію і призначений начальником відділу «Іноземні ВПС» у Військовому управлінні Імперського військового міністерства. Керував розвідувальною діяльністю по лінії ВПС та збором інформації про стан ВПС іноземних держав. Один із організаторів та керівників військової розвідки. 1 червня 1934 року відділ був переданий до складу Імперського міністерства авіації, а сам Бюлов 1 жовтня 1937 року переведений на дійсну службу. Керував розвідкою люфтваффе до 1 червня 1938 року, коли був призначений на один із найважливіших військово-дипломатичних постів — військово-повітряного аташе у Римі. 30 червня 1941 року переведений на аналогічну посаду в Мадрид, який під час Другої світової війни стала найважливішим центром роботи іноземних розвідок. В березні 1942 року відкликаний в Берлін і 1 квітня 1942 року очолив військово-науковий відділ люфтваффе. 28 серпня 1943 року переведений в резерв ОКЛ, а 31 жовтня 1943 року звільнений у відставку.

## Нагороди
- Залізний хрест
  - 2-го класу (13 вересня 1914)
  - 1-го класу (19 травня 1915)
- Нагрудний знак пілота-спостерігача (Пруссія) (30 серпня 1914)
- Хрест «За вірну службу» (Шаумбург-Ліппе) (31 грудня 1915)
- Орден дому Саксен-Ернестіне, лицарський хрест 1-го класу з мечами (31 грудня 1915)
- Орден Білого Сокола, лицарський хрест 2-го класу з мечами (16 квітня 1915)
- Почесний хрест (Ройсс) 3-го класу з мечами (19 квітня 1916)
- Хрест «За військові заслуги» (Австро-Угорщина) 3-го класу з військовою відзнакою (18 травня 1918)
- Почесний хрест ветерана війни з мечами (21 грудня 1934)
- Нагрудний знак спостерігача
- Медаль «За вислугу років у Вермахті» 4-го, 3-го, 2-го і 1-го класу (25 років)
- Колоніальний орден Зірки Італії, великий офіцерський хрест (20 лютого 1939)
- Орден Корони Італії, великий офіцерський хрест (3 лютого 1941)
- Хрест Воєнних заслуг
  - 2-го класу з мечами (23 січня 1941)
  - 1-го класу з мечами (1 вересня 1942)